# Italo Svevo
Italo Svevo, pseudonimo di Aron Hector Schmitz (Trieste, 19 dicembre 1861 – Motta di Livenza, 13 settembre 1928), è stato uno scrittore e drammaturgo italiano.
Cresciuto in un contesto mitteleuropeo, ha tratto il suo pseudonimo dalle due culture, italiana e austriaca, che formarono la sua educazione.
Impiegato di varie banche, attività a cui fu costretto per motivi economici, iniziò a cimentarsi con la scrittura in articoli e racconti. Nel 1892 scrisse il suo primo romanzo, Una vita, a cui seguirono Senilità (1898) e la sua opera più celebre La coscienza di Zeno nel 1923 che lo pose all'attenzione della critica. Formatosi sugli scrittori realisti francesi, sulla filosofia di Schopenhauer e gli scritti di Sigmund Freud, Svevo introdusse nella letteratura italiana una visione analitica del reale, sottoposta a una continua interiorizzazione, sempre attenta ai moti della coscienza. L'indagine sull'inconscio, spesso mutuata dall'ironia e dal grottesco, diventa protagonista delle sue opere che presentano sempre un eroe negativo, preso da una "malattia" che altro non è che la condizione di crisi esistenziale di una società priva di valori.

## Biografia

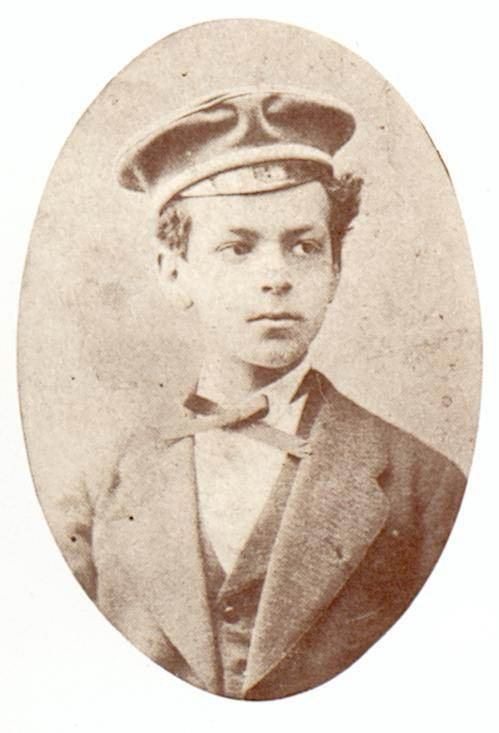
Il giovanissimo Ettore Schmitz (1875)

Aron Hector Schmitz nacque in via dell'Acquedotto (oggi viale XX Settembre n. 16) a Trieste, nell'allora Impero austriaco, la notte tra il 19 e il 20 dicembre 1861, quinto degli otto figli di Franz Schmitz e di Allegra Moravia. È preceduto da Paola, Noemi, Natalia e Adolfo ed è seguito da Elio, Ortensia e Ottavio, mentre altri sette figli non raggiungeranno l'età adulta. La famiglia appartiene alla buona borghesia ebraica: il padre è un commerciante di vetrami figlio di un ungherese, mentre la madre è originaria delle comunità friulane.
Cambierà in seguito il suo nome in Italo Svevo, mentre con lo pseudonimo di Ettore Samigli pubblica i suoi primi lavori.
Nel 1867 entrò, assieme al fratello Adolfo, alle scuole elementari israelitiche di via del Monte, dove allo studio dell'italiano e del tedesco accompagnò quello della tradizione ebraica. Nel 1872 passò alla scuola privata commerciale di Emanuele Edeles dove, racconta il fratello Elio che la frequentò a sua volta, «i maestri erano scadenti. Il direttore bravo, ma avaro e ingiusto allo stremo». I tre fratelli, all'Edeles, non si dedicavano allo studio, ma la precoce passione di Ettore per la letteratura si manifestò già a quest'altezza, con la lettura furtiva di romanzi francesi non graditi al padre, che voleva avviarlo alla carriera commerciale.
Nel 1874 il padre, convinto che la lingua tedesca fosse essenziale per il futuro professionale dei propri figli (in casa si discorreva abitualmente in dialetto triestino), inviò Ettore e Adolfo, e più tardi anche Elio, al Brussel'sche Handels und Erziehungsinstitut di Segnitz, in Baviera. Questo episodio ispirò il racconto incompiuto L'avvenire dei ricordi (1925), in cui due fratelli, inviati in collegio dai genitori, soffrono la separazione dalla famiglia.
Benché italofono dall'infanzia, la sua formazione avviene quindi in un ambiente linguistico prettamente tedesco, elemento che influenzerà profondamente il suo stile letterario portandolo a caratteristiche forzature stilistiche.
Il biculturalismo sarà un elemento importante nella vita dello scrittore, che egli tuttavia (a differenza di molti letterati risorgimentali) non vivrà mai in modo conflittuale o doloroso, ma sempre in armonia, sottolineando anzi la propria doppia culturalità nella scelta dello pseudonimo Italo Svevo. Nel 1878 torna a Trieste e termina il suo percorso di studi commerciali all'Istituto Commerciale "Pasquale Revoltella" senza trascurare la cultura letteraria, leggendo prima i classici tedeschi e successivamente i classici italiani.
Nel 1880, dopo il fallimento dell'azienda paterna, deve iniziare a lavorare presso la filiale cittadina della Banca Union di Vienna, impiego che, sebbene mai amato, mantiene per diciotto anni. Frequentando la Biblioteca civica di Trieste legge i classici italiani e i naturalisti francesi, estendendo i propri interessi anche alla filosofia (Arthur Schopenhauer e Friedrich Nietzsche) e alla scienza, in particolare alle opere di Charles Darwin.
Nello stesso periodo inizia la collaborazione con L'Indipendente, giornale di ampie vedute socialiste, per il quale scrive 25 recensioni e saggi teatrali e letterari. Riesce anche a far pubblicare, rispettivamente nel 1888 e nel 1890, i suoi racconti Una lotta e L'assassinio di via Belpoggio, scritti in lingua italiana sotto lo pseudonimo "Ettore Samigli", cui fanno seguito un terzo racconto e un monologo teatrale. Nel frattempo, nel 1886, Svevo perde suo fratello Elio e inizia a scrivere commedie e (i primi abbozzi già dal 1887) un romanzo.
Nel 1892, anno in cui muore suo padre, avviene la pubblicazione di questo primo romanzo (Una vita), firmato con il definitivo pseudonimo di Italo Svevo e con la data del 1893, inteso, come annotò più tardi lo stesso scrittore in un Profilo autobiografico ad "affratellare la razza italiana a quella germanica"; l'opera viene sostanzialmente ignorata dalla critica e dal pubblico. In quell'anno ha una relazione con la popolana Giuseppina Zergol, che ispirerà poi il personaggio di Angiolina in Senilità. Dopo alcune collaborazioni con il giornale Il Piccolo e una cattedra all'istituto "Revoltella", nel 1895 muore la madre e un anno dopo si fidanza con la cugina Livia Veneziani, figlia di un commerciante cattolico di vernici sottomarine, che sposerà nel 1896 con rito civile e nel 1897, dopo aver abiurato la religione ebraica ed essersi convertito, con matrimonio cattolico. È del 1896 anche la commedia Un ladro in casa.
Dalla donna ha una figlia, Letizia, che avrà una vita molto lunga (20 settembre 1897-26 maggio 1993) ma anche caratterizzata da molti lutti e tragedie (i suoi tre figli moriranno in guerra, due dispersi in Russia e uno a Trieste durante l'insurrezione contro i nazisti il 1º maggio del 1945).
Il matrimonio segna una svolta fondamentale nella vita di Svevo: in primo luogo l'«inetto» trova finalmente un terreno solido su cui poggiare e, di conseguenza, può arrivare a coincidere con quella figura virile che gli sembrava irraggiungibile: il pater familias. Nel 1898 pubblica il secondo romanzo, Senilità; anche quest'opera passa però quasi sotto silenzio. Questo insuccesso letterario lo spinge quasi ad abbandonare del tutto la letteratura. 

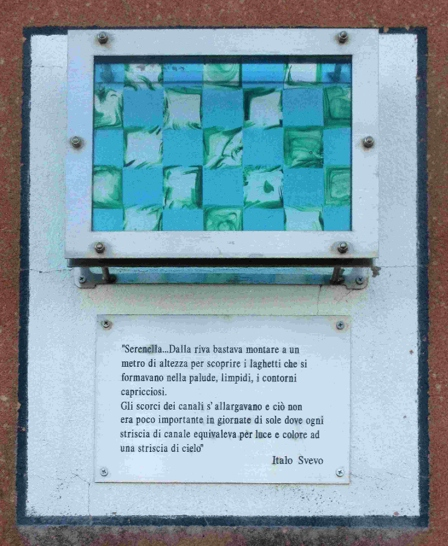
Murano, Lapide ricordo

Dimessosi dalla banca, nel 1899 Svevo entra nell'azienda del suocero accantonando la sua attività letteraria, che diventa marginale e segreta. Si apre così un lungo periodo di viaggi d'affari all'estero, che si protrarrà fino al 1914 e lo porterà in Francia, Germania e Inghilterra, oltre che nell'isola di Murano in Sacca Serenella dove la ditta Veneziani aveva uno stabilimento per la produzione di vernici sottomarine, e dove ambienterà una trilogia di racconti rimasti incompiuti (Marianno, Cimutti, In Serenella). Porta con sé un violino senza riuscire però a esercitarsi se non sporadicamente; ha ancora qualche voglia di scrivere e si trova a comporre qualche pagina teatrale e alcune favole. Necessitando di imparare l'inglese per il suo lavoro, nel 1907 prende lezioni private dal giovane scrittore irlandese James Joyce, insegnante della Berlitz School of Languages di Trieste. Joyce lo incoraggia a scrivere un nuovo romanzo e intorno al 1910, grazie al cognato Bruno Veneziani, che su consiglio di Edoardo Weiss si reca a Vienna e cerca di farsi curare da Sigmund Freud, entra così in contatto con la psicoanalisi freudiana (per parte sua Svevo nel 1911 conosce e frequenta Wilhelm Stekel, allievo di Freud che si sta occupando del rapporto tra poesia e inconscio): entrambi gli eventi influenzeranno la successiva produzione letteraria.

Lo scrittore con la moglie Livia e la figlia Letizia (1912 circa)

Allo scoppio della prima guerra mondiale l'azienda nella quale lavora viene chiusa dalle autorità austriache (il suocero morirà nel 1921), Joyce si allontana e torna a Trieste solo nel 1919, per poi recarsi però definitivamente a Parigi (dove Svevo lo andrà a trovare più volte). Durante tutta la durata della guerra lo scrittore rimane nella città natale, cercando di restare il più possibile neutrale di fronte al conflitto.

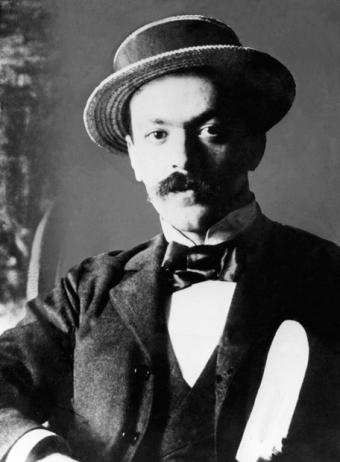
Italo Svevo con la bozza preliminare di Una vita (1892)

In questo periodo approfondisce la conoscenza della letteratura inglese; si interessa alla psicoanalisi e traduce L'interpretazione dei sogni di Sigmund Freud, che influenzerà notevolmente la sua opera successiva. In seguito accetta di buon grado l'occupazione italiana della città e, dopo la guerra, con il definitivo passaggio di Trieste al Regno d'Italia, collabora al primo importante giornale triestino italiano, La Nazione, fondato dall'amico Giulio Cesari. Prende la cittadinanza italiana e italianizza in Italo Svevo il nome che aveva adottato, ossia Ettore Schmitz.
Nel 1919 collabora con il giornale La Nazione e inizia a scrivere La coscienza di Zeno, poi pubblicata nel 1923, ancora senza successo, fino al 1925, quando l'amico Joyce la propone ad alcuni critici francesi (in particolare a Valéry Larbaud che ne scrive sulla «NRF» e a Benjamin Crémieux), mentre in Italia Eugenio Montale, in anticipo su tutti, ne afferma la grandezza: sul numero di novembre/dicembre 1925 dell'"Esame" parla di "poema della nostra complessa pazzia contemporanea". Scoppia così il "caso Svevo", una vivace discussione attorno allo scritto su Zeno. Tra i primi estimatori sono da ricordare anche Sergio Solmi, Giuseppe Prezzolini, Anton Giulio Bragaglia e Giorgio Fano.
Non aderisce al fascismo ma nemmeno si oppone, a differenza del genero Antonio Fonda Savio, futuro antifascista e partigiano del CLN. Tullio Kezich ha dichiarato che Svevo si iscrisse alla Corporazione fascista degli Industriali ("Fulvio come Zeno, antieroe vincente", Il Piccolo, 21 gennaio 2001). Nel 1926 la rivista francese Le navire d'argent gli dedica un intero fascicolo; nel 1927 tiene una famosa conferenza su Joyce a Milano e nel marzo 1928 viene festeggiato a Parigi tra altri noti scrittori, tra cui Isaak Ėmmanuilovič Babel'.
Il 12 settembre 1928, mentre torna con la famiglia da un periodo di cure termali a Bormio, Svevo è coinvolto in un incidente stradale presso Motta di Livenza (provincia di Treviso), in cui rimane ferito apparentemente in maniera non grave. Nella vettura ci sono il nipote Paolo Fonda Savio, l'autista e la moglie Livia. Secondo la testimonianza della figlia Svevo si sarebbe fratturato solo il femore, ma mentre viene portato all'ospedale del paese ha un attacco di insufficienza cardiaca con crisi respiratoria, anche se non muore immediatamente. Raggiunto il nosocomio peggiora rapidamente: in preda all'asma, muore 24 ore dopo l'incidente, alle 14:30 del 13 settembre. La causa del decesso sono asma cardiaco sopraggiunto per l'enfisema polmonare di cui soffre da tempo e lo stress psicofisico dell'incidente. Il quarto romanzo, Il vecchione o Le confessioni del vegliardo, una "continuazione" de La coscienza di Zeno, rimarrà incompiuto. 
La moglie Livia, nella Vita di mio marito (1976), riferisce che Svevo, vedendo la figlia in lacrime al suo capezzale le disse in dialetto triestino: "No pianzer Letizia, no xe niente morir!" (Non piangere Letizia, non è niente morire!)
I funerali si svolgono a Trieste il 15 settembre 1928 secondo il rito ebraico.
Nell'agosto 2022 gli è stato dedicato un asteroide, 28193 Italosvevo.

## Gli interessi letterari
In Svevo confluiscono filoni di pensiero contraddittori e difficilmente conciliabili: da un lato il positivismo, la lezione di Darwin, il marxismo; dall'altro il pensiero negativo e antipositivista di Schopenhauer, di Nietzsche e di Freud. Ma questi spunti contraddittori sono in realtà assimilati da Svevo in un modo originalmente coerente: lo scrittore triestino assume dai diversi pensatori gli elementi critici e gli strumenti analitici e conoscitivi piuttosto che l'ideologia complessiva. Sul piano stilistico espressivo Svevo si ispirava al romanzo psicologico il cui tema dominante è l'esplorazione dell'inconscio, ossia la parte più profonda del pensiero umano caratterizzato soprattutto da una minuziosa analisi interiore dei personaggi delle loro emozioni e stati d'animo. Svevo segue anche la tecnica del monologo interiore e del flusso di coscienza che porta a un testo con una continua alternanza di piani temporali (presente e passato).
Così, dal positivismo e da Darwin, ma anche da Freud, Svevo riprende la propensione a valersi di tecniche scientifiche di conoscenza e il rifiuto di qualunque ottica di tipo metafisico, spiritualistico o idealistico, nonché la tendenza a considerare il destino dell'umanità nella sua evoluzione complessiva. Del rapporto di Svevo con il marxismo è testimonianza il racconto-apologo La tribù nel 1897. Anche da Schopenhauer Svevo riprende alcuni strumenti di analisi e di critica, ma non la soluzione filosofica ed esistenziale: non accetta cioè la proposta di una saggezza da raggiungersi attraverso la «noluntas», la rinuncia alla volontà, e il soffocamento degli istinti vitali.

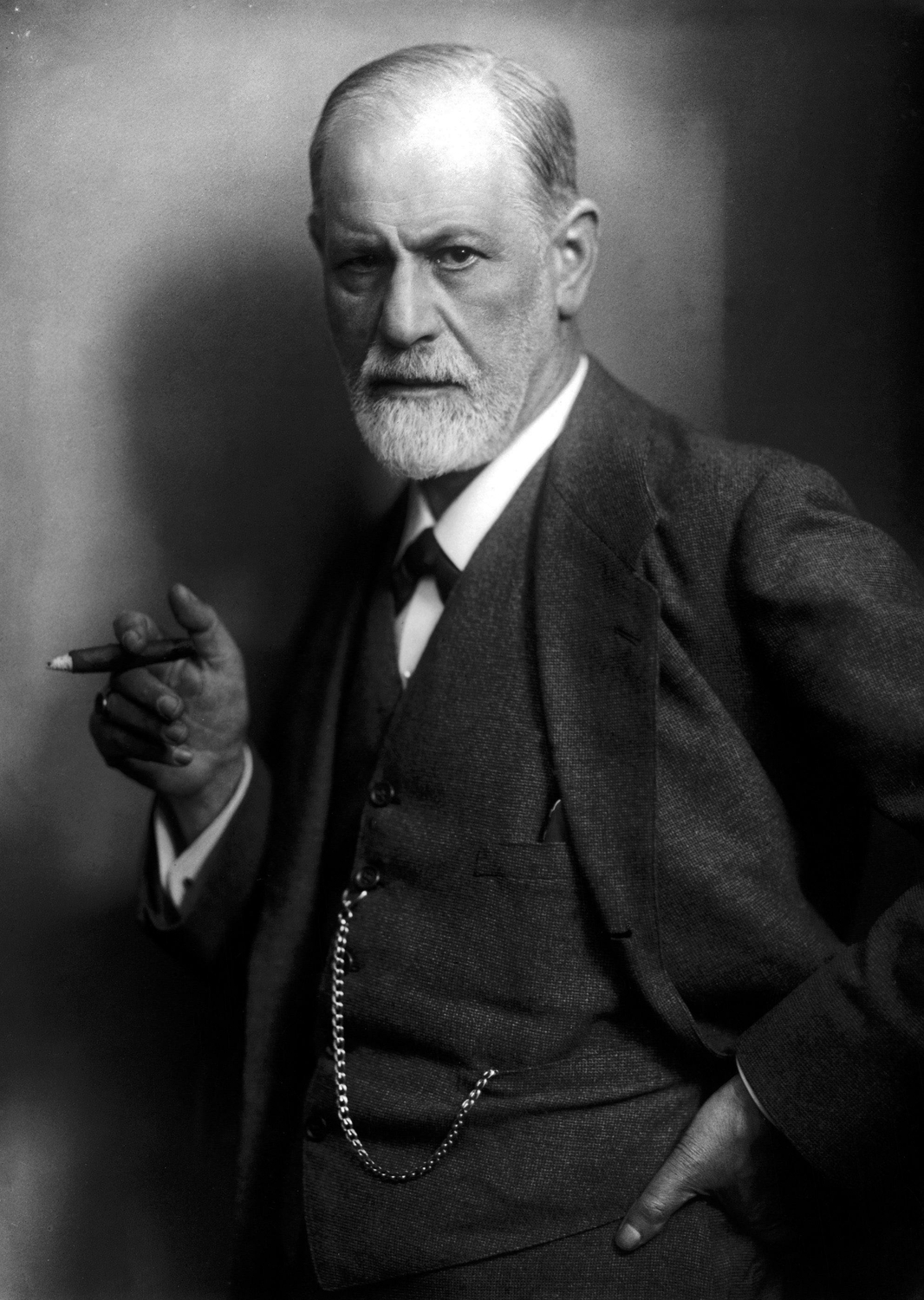
Sigmund Freud

Lo stesso atteggiamento Svevo rivela nei confronti di Nietzsche e di Freud. Il Nietzsche di Svevo è il teorico della pluralità dell'Io, anticipatore di Freud, e il critico spietato dei valori borghesi, non il creatore di miti dionisiaci. Quanto a Freud, che Svevo studia con passione, è per lui un maestro nell'analisi della costitutiva ambiguità dell'Io, nella demistificazione delle razionalizzazioni ideologiche con cui l'individuo giustifica la ricerca inconscia del piacere, nell'impostazione razionalistica e materialistica dello studio dell'inconscio. Ma Svevo rifiuta sempre di aderire totalmente al sistema teorico di Freud: accetta la psicoanalisi come tecnica di conoscenza, ma la respinge sia come visione totalizzante della vita, sia come terapia medica.
Il rifiuto della psicoanalisi come terapia rivela nello Svevo de La coscienza di Zeno una difesa dei diritti dei cosiddetti "ammalati" rispetto ai "sani". La nevrosi, per Svevo, è anche un segno positivo di non rassegnazione e di non adattamento ai meccanismi alienanti della civiltà, la quale impone lavoro, disciplina, obbedienza alle leggi morali, sacrificando la ricerca del piacere. L'ammalato è colui che non vuole rinunciare alla forza del desiderio. La terapia lo renderebbe sì più "normale", ma a prezzo di spegnere in lui le pulsioni vitali. Per questo l'ultimo Svevo difende la propria "inettitudine" e la propria nevrosi, viste come forme di resistenza all'alienazione circostante. Rispetto all'uomo efficiente ma del tutto integrato nei meccanismi inautentici della società borghese, egli preferisce essere un "dilettante", un "inetto", un "abbozzo" aperto a possibilità diverse.

### La poetica
Negli anni dell'elaborazione de La coscienza di Zeno e dell'ultima produzione narrativa e teatrale, la letteratura è da lui concepita come recupero e salvaguardia della vita. L'esistenza vissuta viene sottratta al flusso oggettivo del tempo. Soltanto se l'esistenza sarà narrata o «letteraturizzata» sarà possibile evitare la perdita dei momenti importanti della vita e rivivere nella parola letteraria l'esperienza vitale del passato, i desideri e le pulsioni che nella realtà sono spesso repressi e soffocati. Su questa tesi di fondo si aprono Le confessioni del vegliardo. La vita può essere difesa solo dall'«inetto», dall'ammalato o dal nevrotico, da chi nella società è un "diverso", e dunque dallo scrittore.
Dalla letteratura realista e naturalista Svevo deriva la critica al "bovarismo" agli atteggiamenti da sognatore romantico dei protagonisti dei primi due romanzi, e una struttura narrativa, in Una vita e in Senilità, ancora tributaria all'impianto narrativo tradizionale. Da Dostoevskij e da Sterne desume la spinta all'analisi profonda dell'Io e a un rinnovamento radicale delle strutture narrative. Caratteristica della poetica di Svevo è un contrasto tra ciò che è razionale e ciò che è ideale. Su questo piano agisce anche l'influenza di Joyce. Essa si risolve però in molteplici atteggiamenti culturali (l'attenzione all'inconscio) e nella tendenza a correlare l'analisi del profondo alla ricerca di un nuovo impianto narrativo più che in un'effettiva analogia di soluzioni formali. La confessione di Zeno resta ben lontana dal "flusso di coscienza" dell'Ulisse, il capolavoro di Joyce. Joyce sembra aver appreso la maggior parte di ciò che sapeva sull'ebraismo da Ettore Schmitz.
Svevo partecipò alle attività della Loggia "Dante Alighieri" di Trieste, frequentata da personaggi come Umberto Saba e James Joyce.

## Attività letteraria

### Il primo romanzo:Una vita
Alle origini il romanzo venne presentato all'editore Treves con il titolo Un inetto, in seguito Svevo fu invitato dallo stesso Treves a modificare il titolo del romanzo in quello definitivo. Tuttavia l'editore Treves rifiutò di pubblicare l'opera, che fu alla fine stampata dall'editore Vram. Il romanzo presenta nello schema una storia tardoverista, configurandosi come racconto di un vinto, cioè di un uomo sconfitto dalla vita. Ma rispetto al romanzo naturalista è evidente lo scarto: Alfonso è sconfitto non da cause esterne, sociali, ma interiori, proprie del suo modo di essere. Il protagonista incarna la figura dell'inetto, cioè di un uomo caratterizzato non da un'incapacità generica, ma da una volontà precisa di rifiutare le leggi sociali e la logica della lotta per la vita.

Attore che interpreta Svevo mentre legge

La trama: Alfonso Nitti, trasferitosi dalla campagna a Trieste, trova un impiego in banca, ma non riesce a stabilire contatti umani e vede le sue ambizioni economiche e letterarie frustrate. Vive una relazione con Annetta Maller, figlia del proprietario della banca. Sposando Annetta, potrebbe veder realizzate le proprie ambizioni, ma Alfonso, preso dall'inettitudine, fugge al paese natale, dove trova la madre gravemente ammalata. In seguito alla morte della madre è convinto di aver trovato finalmente il suo modus vivendi, che consiste nel dominare le passioni. In realtà il protagonista è ben presto ripreso da queste ultime. Infatti ritornato a Trieste, rivede Annetta e le scrive una lettera, questa però è promessa sposa a Macario, giovane appassionato di letteratura conosciuto in casa Maller. Annetta non risponderà a questa lettera. Nel frattempo il fratello di Annetta sfida a duello Alfonso. Il protagonista preferisce suicidarsi con il gas, conscio del proprio fallimento.

### Il secondo romanzo:Senilità
Il suo secondo romanzo, Senilità, appare sull'Indipendente in 79 puntate collocate nel taglio basso di prima pagina dal 15 giugno al 16 settembre 1898. Snobbato dalla critica, anche triestina, viene recensito solo dal quotidiano socialista triestino Il Lavoratore, sul numero del 13 ottobre 1898. Il romanzo verrà poi pubblicato nello stesso anno presso l'editore-libraio Ettore Vram di Trieste, in mille copie, a spese dell'autore, senza ottenere alcun successo. Una seconda edizione, sempre rivista dall'autore, è del 1927 presso l'editore Giuseppe Morreale di Milano. Il titolo ha significato metaforico: appunto "senilità" indica l'incapacità di agire che è propria degli anziani, ma nel romanzo qualifica quella del protagonista che è abbastanza giovane.
Trama: Emilio Brentani, 35 anni, è conosciuto a livello cittadino per aver scritto un romanzo, e lavora come impiegato in una compagnia di assicurazioni. Vive un'esistenza grigia e monotona in un appartamento con la sorella Amalia, che lo accudisce. Emilio conosce Angiolina, di cui si innamora, e ciò lo porta a trascurare la sorella e l'amico Stefano Balli, scultore (ispirato al fraterno amico Umberto Veruda), che compensa i pochi riconoscimenti artistici con i successi con le donne. Stefano non crede nell'amore, e cerca di convincere Emilio a "divertirsi" con Angiolina, che è conosciuta in città con una pessima fama. Emilio dimostra invece tutto il suo amore nei confronti di questa donna, arrivando anche a trascurare gli indizi degli amici che cercano di avvertirlo dei suoi numerosi tradimenti. Stefano comincia a frequentare casa Brentani con maggiore assiduità, e Amalia finisce per innamorarsene.
Emilio, geloso della sorella, allontana Stefano, e Amalia, tornata triste e malinconica, comincia a stordirsi con l'etere, finché non si ammala di polmonite. Emilio segue la sorella malata, ma col pensiero sempre rivolto ad Angiolina, arrivando anche ad abbandonare la sorella più volte per andare a un appuntamento con l'amata. Dopo la morte della sorella Amalia, Emilio smette di frequentare Angiolina, pur amandola, e si allontana da Stefano Balli. Viene poi a sapere che Angiolina è fuggita con il cassiere di una banca. Anni dopo, nel ricordo, Emilio vede le due donne fuse in una singola persona, con l'aspetto dell'amata e il carattere della sorella.

### Il ritorno al lavoro
Deluso dall'insuccesso letterario decide di dedicarsi al commercio e diventa curatore di affari nel colorificio Veneziani che appartiene al suocero Gioacchino. Per motivi d'affari legati al colorificio, negli anni tra il 1899 e il 1912 Svevo deve intraprendere diversi viaggi all'estero e sembra aver completamente dimenticato la sua passione letteraria. In realtà egli continua a scrivere e certamente a questo periodo risalgono le opere Un marito, Le avventure di Maria e una decina di racconti.

### Il periodo bellico e la ripresa letteraria
Nel 1915, allo scoppiare della prima guerra mondiale, la famiglia abbandona Trieste e Svevo rimane da solo a dirigere il colorificio che però verrà chiuso qualche anno dopo. Senza più l'attività lavorativa, egli riprende i suoi studi letterari e intraprende la lettura degli autori inglesi interessandosi inoltre al metodo terapeutico di Freud del quale, in collaborazione con un nipote medico, traduce Über den Traum che è una sintesi del Interpretazione dei sogni.

### Il terzo romanzo:La coscienza di Zeno
(La coscienza di Zeno)
(La coscienza di Zeno)
Nel 1919 inizia a scrivere il suo terzo romanzo, La coscienza di Zeno, che pubblicherà nel 1923 presso l'editore Cappelli di Bologna. Joyce che legge il romanzo e lo apprezza, consiglia all'amico di inviarlo a certi critici francesi che dedicheranno, nel 1926, alla Coscienza di Zeno e agli altri due romanzi la maggior parte del fascicolo della rivista Le navire d'argent. Ma intanto anche in Italia qualcosa si smuove e sulla rivista milanese L'esame esce, nel 1925, un intervento di Eugenio Montale intitolato Omaggio a Italo Svevo.

#### L'opera
L'opera riassume l'esperienza umana di Zeno, il quale racconta la propria vita in modo così ironicamente disincantato e distaccato che l'esistenza gli appare tragica e insieme comica. Zeno ha maturato delle convinzioni (la vita è lotta; l'inettitudine non è più un destino individuale, come sembrava ad Alfonso o a Emilio, ma è un fatto universale; la vita è una "malattia"; la nostra coscienza un gioco comico e assurdo di autoinganni più o meno consapevoli) e in forza di tali assunti il protagonista acquista quella saggezza necessaria per vedere la vita umana come una brillante commedia e per comprendere che l'unico mezzo per essere sani è la persuasione di esserlo.

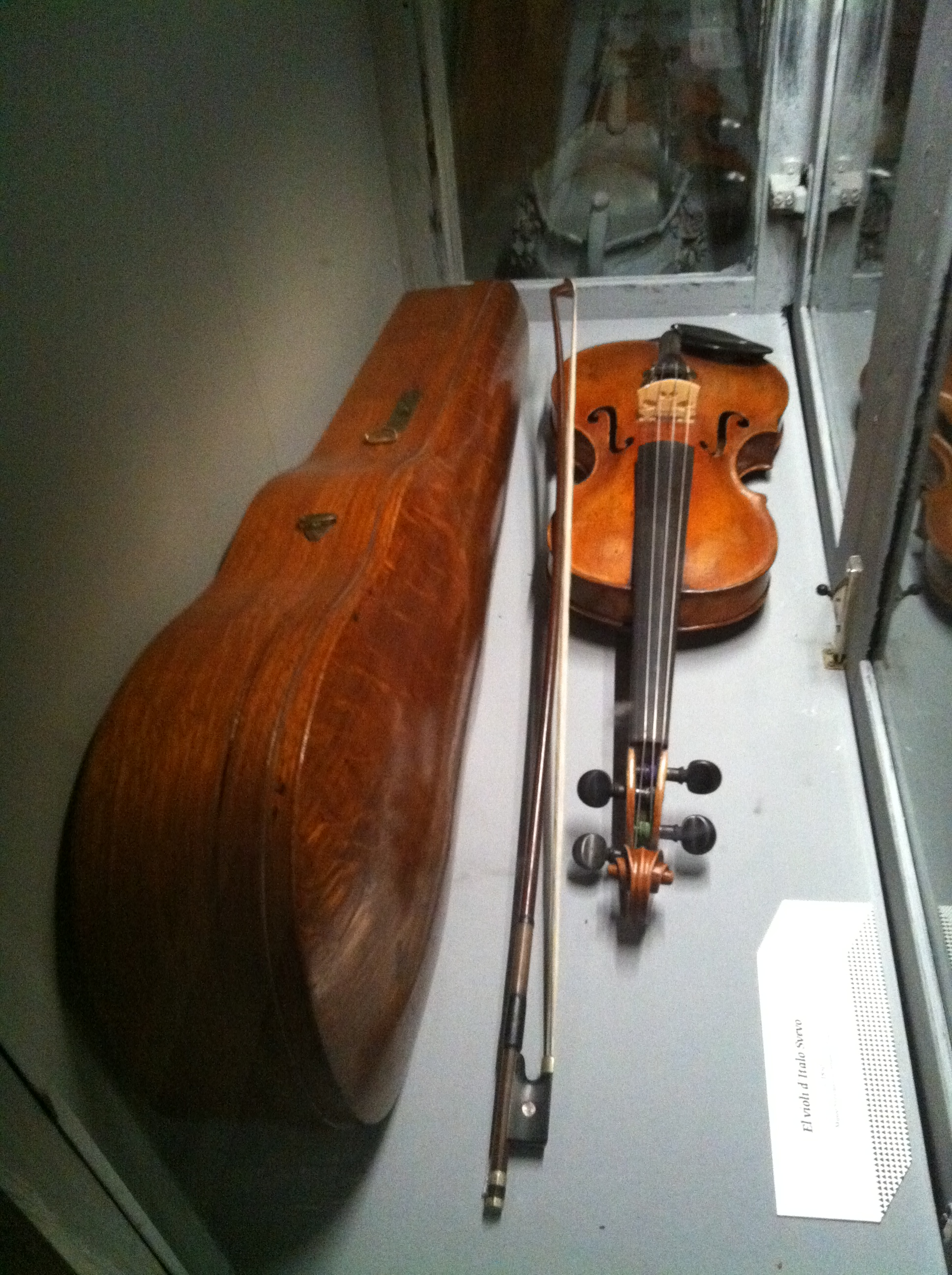
Il violino di Italo Svevo

Essa è caratterizzata da un'architettura particolare: il romanzo, nel senso tradizionale non c'è più; subentra il diario, in cui la narrazione si svolge in prima persona e non presenta una gerarchia nei fatti narrati, a ulteriore conferma della frantumazione dell'identità del personaggio narrante. Il protagonista, infatti, non è più una figura a tutto tondo, un carattere, ma è una coscienza che si costruisce attraverso il ricordo, ovvero di Zeno esiste solo ciò che egli intende ricostruire attraverso la sua coscienza.
Trama: il romanzo si apre con la Prefazione, lo psicoanalista "dottor S." induce il paziente Zeno Cosini, vecchio commerciante triestino di 57 anni, a scrivere un'autobiografia come contributo al lavoro psicoanalitico. Poiché il paziente si è sottratto alle cure prima del previsto, il dottore per vendicarsi pubblica il manoscritto. Nel preambolo Zeno racconta il suo accostamento alla psicoanalisi e l'impegno di scrivere il suo memoriale, raccolto intorno ad alcuni temi ed episodi.
Il fumo racconta dei vari tentativi attuati dal protagonista per guarire dal vizio del fumo, che rappresenta la debolezza della sua volontà. In La morte di mio padre è raccontato il difficile rapporto di Zeno con il padre, che culmina nello schiaffo dato dal genitore morente al figlio.
In La storia del mio matrimonio Zeno si presenta alla ricerca di una moglie. Frequenta casa Malfenti e si innamora della più bella tra le quattro figlie del padrone di casa, Ada; dopo essere stato respinto, cerca invano di conquistare la mano di un'altra Malfenti, Alberta. Costei tuttavia non si sente pronta al matrimonio e preferirebbe dedicarsi solamente allo studio. A questo punto Zeno si dichiara a un'altra delle ragazze, la materna e comprensiva Augusta, che gli concede il suo amore pur sapendo di non essere la prima scelta.
Nel capitolo La moglie e l'amante, Zeno rievoca la relazione con Carla; egli non sa decidersi fra l'amore per la moglie e quello per l'amante finché è quest'ultima a troncare il rapporto. Il capitolo Storia di un'associazione commerciale è incentrato sull'impresa economica di Zeno e del cognato Guido. Sull'orlo del fallimento, Guido inscena un suicidio per impietosire i familiari e farsi concedere prestiti, ma muore sul serio. Ada per il dolore della perdita del marito e resa, inoltre, non desiderabile a causa di una malattia (malattia di Basedow) abbandona Trieste, accusando Zeno di aver odiato il marito e di essergli stato accanto, assiduo, in attesa di poterlo colpire.
Qui terminano i capitoli del memoriale. Zeno, abbandonato lo psicoanalista, scrive un altro capitolo, intitolato Psico-analisi. Egli spiega i motivi dell'abbandono della cura e proclama la propria guarigione. Il protagonista indica l'idea che lo ha liberato dalla malattia: "La vita attuale è inquinata alle radici"; in definitiva la capacità di convivere con la propria malattia è come una persuasione di salute.
Il finale è duplice: il primo comporta la dichiarazione di Zeno di essere "guarito" perché è un uomo ricco e di successo (conclusione a lieto fine). Il secondo è contenuto nelle due pagine conclusive del romanzo e sembra non avere un collegamento con il personaggio "Zeno": viene rappresentata la distruzione del mondo da parte di una "deflagrazione universale" ottenuta grazie a un esplosivo collocato al centro della Terra da un uomo ingegnoso. Questa immagine potrebbe essere il simbolo dell'impossibilità di risolvere il problema esistenziale dell'uomo, nonché un'anticipazione della catastrofe bellica. Una seconda interpretazione sarebbe di tipo sociopolitico, di impronta marxiana: quel mondo è la classe borghese che cadrà su sé stessa.

### Gli ultimi lavori
Italo Svevo intanto lavora a una serie di novelle, e nell'estate del 1928 inizia un quarto romanzo, Il Vecchione o Le confessioni di un vegliardo, che doveva costituire una continuazione di Zeno.
Il 12 settembre 1928 ha un incidente in automobile, con l'autista, la moglie e il nipote, lungo la via Postumia vicino a Motta di Livenza (TV). Muore a causa di una crisi cardiaca il giorno dopo, il 13 settembre, all'età di sessantasei anni, lasciando i lavori incompiuti. Le opere e gli abbozzi intrapresi furono pubblicati solamente postumi.

## Svevo e l'inettitudine dell'uomo contemporaneo
Anche Svevo partì da una formazione culturale essenzialmente naturalistica ed è indiscutibile che nei primi romanzi ci siano diversi richiami alla letteratura del verismo e del naturalismo: l'impegno nella descrizione di differenti categorie sociali, l'attenzione ai particolari minuti caratterizzanti un personaggio, la capacità di rappresentazione completa della figura umana, l'attenzione con cui viene reso un ambiente, Trieste, nella varietà delle stagioni, delle ore, nei suoi aspetti popolari e borghesi. Ma tutto questo interessa Svevo solo relativamente, in quanto si riflette all'interno del protagonista del romanzo, determinandone l'ambiguo rapporto col mondo esterno. La novità di Svevo consiste proprio nell'attenzione che egli accorda al rapporto personaggio – realtà e alla scoperta della fondamentale falsità di questo rapporto.
Infatti i protagonisti dei suoi romanzi, sia Alfonso Nitti (Una vita), sia Emilio Brentani (Senilità), incapaci di affrontare la realtà si autoingannano, cercano cioè di camuffare la propria sconfitta con una serie di atteggiamenti psicologici che Svevo con puntigliosa precisione svela. Ma tutto è inutile: è la vita ambigua e imprevedibile contro la quale a nulla vale l'autoinganno ad avere partita vinta, e alla fine essa stritola i protagonisti dei romanzi di Svevo, che in comune hanno la totale inettitudine a vivere. All'autore dunque interessa proprio il modo di atteggiarsi dell'uomo di fronte alla realtà; ma questa partita con la vita si risolve sempre in una sconfitta per l'uomo. I personaggi sveviani sono degli antieroi.
I tre romanzi di Svevo costituiscono una sorta di trilogia narrativa, che in progressione sviluppa una tematica spirituale a sfondo autobiografico la quale tende non tanto a una narrazione oggettiva dei fatti quanto a cogliere, attraverso un'analisi spregiudicata, i recessi più segreti e inconfessabili della coscienza. Per questo i protagonisti dei tre romanzi, Alfonso Nitti, Emilio Brentani, Zeno Cosini, appaiono sostanzialmente affini. Essi sono vinti dalla vita, uomini incapaci di vivere se non interiormente, intenti a sottoporsi a un continuo esame e a sondare i meandri più segreti del loro Io, incapaci, specie i primi due, di inserirsi e di intervenire attivamente nel mondo. La senilità diviene consapevolmente un momento non solo cronologico, ma ideale dell'esistenza umana e diviene il simbolo di una radicale assenza dalla realtà, icona dell'incapacità di dominarla e trasformarla. Per questo l'uomo sveviano può essere definito un antieroe, un uomo senza qualità che non sa vivere come gli altri e con gli altri e che però, a differenza degli altri, è pienamente consapevole del proprio fallimento. Dunque i protagonisti dei romanzi di Svevo sono dei vinti, vittime non tanto degli eventi, spesso i più comuni, che qualunque persona sana saprebbe affrontare a proprio vantaggio, o vittime del Caso o delle strutture sociali, quanto di una loro indefinibile malattia composta di immobilismo e accidia, quella che l'autore chiamò appunto senilità.
La tematica è stata approfondita ne La coscienza di Zeno, il romanzo più maturo e originale dello scrittore triestino. La coscienza di Zeno appare venticinque anni dopo Senilità e differisce dai precedenti due romanzi per il quadro storico in cui matura l'opera che, infatti, risulta particolarmente mutato dal cataclisma della guerra mondiale, la quale chiude effettivamente un'epoca aprendo le porte a nuove concezioni filosofiche che superano definitivamente il Positivismo, sostituito dall'esplosione delle avanguardie e dall'affacciarsi della teoria della relatività. Appare evidente, dunque, che il romanzo di Svevo non potesse non risentire di questa diversa atmosfera, cambiando, per questo, prospettive e soluzioni narrative e arricchendosi di nuovi temi e risonanze. L'autore abbandona il modulo ottocentesco di matrice naturalistica del romanzo narrato da una voce anonima ed estranea al piano della vicenda e adotta l'espediente del memoriale. Svevo, infatti, finge che il manoscritto prodotto da Zeno su invito del suo psicoanalista, venga pubblicato dallo stesso dottor S (iniziale che sta per Sigmund Freud o per Svevo?) per vendicarsi del paziente che si è sottratto alla sua cura frodandolo del frutto dell'analisi.
Il libro quindi è concepito come una confessione psicoanalitica, ispirata ai metodi di Sigmund Freud, il quale spiegava gli stati e le reazioni coscienti dell'individuo come un riflesso di complessi psichici stratificatisi nel subcosciente durante l'infanzia. Zeno Cosini è un uomo mancato, un abulico che, attraverso la confessione, tenta invano di comprendere sé stesso e di liberarsi dal suo torpore e dalla sua inerzia spirituale. Questa confessione approda al riconoscimento dell'imprevedibilità di ogni esperienza umana e dell'impossibilità di dare una sistemazione logica compiuta al nostro oscuro e complesso modo di agire. Da qui lo scoraggiato e rassegnato guardarsi vivere del protagonista (tema già pirandelliano) e la sua sterile saggezza, che consiste in una lucida e spietata consapevolezza della propria malattia, accompagnata dalla totale sfiducia di poterla in qualche modo superare. Tema del romanzo è dunque la vita di Zeno Cosini, ma non quale essa fu effettivamente, bensì quale essa si rivela e si fa nel momento in cui viene rivissuta dal protagonista, intrecciata indissolubilmente con il presente e con le interpretazioni soggettive, consce e inconsce, del vecchio Zeno.
Lo scrittore chiama il tempo della narrazione tempo misto proprio per la caratteristica del racconto che non presenta gli avvenimenti nella loro successione cronologica lineare, ma inseriti in un tempo tutto soggettivo che mescola piani e distanze, un tempo in cui il passato riaffiora continuamente e si intreccia con infiniti fili al presente in un movimento incessante, in quanto resta presente nella coscienza del personaggio narrante. Si tratta di una concezione del tempo che, presente anche nell'opera Alla ricerca del tempo perduto di Marcel Proust, si rifà alla filosofia di Henri Bergson.
All'interno del memoriale, l'autobiografia appare un gigantesco tentativo di autogiustificazione da parte dell'inetto Zeno che vuole dimostrarsi innocente da ogni colpa nei rapporti con il padre, con la moglie, con l'amante e con il rivale Guido, anche se comunque traspaiono a ogni pagina i suoi impulsi reali che sono regolarmente ostili e aggressivi, alle volte addirittura omicidi. Per tutto il romanzo, infatti, ogni suo gesto, ogni sua affermazione rivela un groviglio complesso di motivazioni ambigue, sempre diverse, spesso addirittura opposte rispetto a quelle dichiarate consapevolmente. Il personaggio dunque si costruisce attraverso il suo ricordare e non esiste, in ultima analisi, che in questo prendere coscienza di sé stesso, sicché Zeno non è che La coscienza di Zeno, o forse sarebbe meglio dire che egli narra dietro mascheramenti autogiustificatori la propria incoscienza.
Insomma, narrando oggi i fatti di ieri, Zeno scardina le categorie temporali in quanto il fatto o l'atteggiamento psicologico si presentano sfaccettati, con una contaminazione di presente e passato e con una molteplicità di valutazioni dovute alle progressive modificazioni che quel ricordo ha assunto alla luce delle esperienze posteriori, con un notevole complicarsi dell'impostazione della trama e della tecnica narrativa. Abbiamo come conseguenze principali il dissolversi del personaggio; infatti lo scrittore tradizionale ce lo presentava oggettivamente come una realtà autonoma da descrivere, mentre ora questa realtà del personaggio la vediamo nel suo farsi.
Inoltre viene mutato il piano di rappresentazione: dal piano oggettivo dello scrittore – narratore, creatore e organizzatore delle vicende, si passa al piano soggettivo del protagonista che dice "Io", e ciò tramite una particolare tecnica di cui James Joyce è il principale artefice, ovvero quella del monologo interiore, che consiste nella trascrizione immediata, senza alcun ordine razionale o sintattico, di tutto ciò che in modo tumultuoso si agita nella coscienza. Il romanzo così approfondisce, mediante questa nuova tecnica narrativa, la ricerca psicologica iniziata nei due romanzi precedenti. Anche Zeno è un inetto di fronte alla vita, ma è un personaggio psicologicamente più ricco, in quanto ha lucida consapevolezza della sua malattia morale e del complesso meccanismo di giustificazioni e di alibi a cui è solito ricorrere nella vita di tutti i giorni. Di conseguenza, con Zeno, Svevo approfondisce la sua diagnosi della crisi dell'uomo contemporaneo che è tanto più grande quanto maggiore ne è l'autoconsapevolezza. Infatti i suoi personaggi, ridotti a subire la vita con una sofferenza rassegnata, lucidamente consapevoli della loro malattia e della loro sconfitta di fronte alla vita stessa e pur tuttavia incapaci di lottare, riflettono la crisi dell'uomo del primo Novecento che sotto esteriori certezze avverte il vuoto, causa principale dell'inquietudine e dell'angoscia esistenziale.
Per questo l'opera di Svevo è idealmente vicina a quella di Luigi Pirandello, di James Joyce, di Marcel Proust: essa testimonia il male dell'anima moderna. Emerge all'analisi di Svevo una condizione di alienazione dell'uomo che risulta lucidamente incapace di avviare un rapporto operoso con la realtà che lo circonda. Zeno ad esempio è un vinto consapevole ma senza grandezza, perché l'inettitudine esclude la lotta. Questa condizione però, per Svevo, non è connaturata all'uomo, bensì deve imputarsi a precise ragioni storiche. La spirale produttivistica di una società come l'attuale ha ridotto così l'umanità e potrebbe produrre la catastrofe, come si capisce dall'ultima pagina del romanzo:
Per lo scenario apocalittico di una società del genere non c'è salvezza. Svevo condanna senza clemenza la società borghese capitalista e non ne vede alternative sul piano storico. L'unica alternativa è infatti sul piano individuale: la sola salvezza per il singolo individuo è nell'acquisizione della coscienza, nella consapevolezza della condizione umana, delle menzogne e degli alibi con i quali mascheriamo le nostre fughe dalla realtà, laddove ci si sappia adattare, come Zeno, alla propria inettitudine. Le uniche vie di salvezza, insomma, sono l'autocoscienza e l'ironia. Ed ecco allora l'ironia che si avverte in tante pagine de La coscienza di Zeno, il vedersi vivere spesso divertito del protagonista. In questa lucidità ironica sta la principale differenza con i precedenti protagonisti sveviani, e la profondità psicologica ed esistenziale di Zeno Cosini: un ultimo per forza del destino, il cui nome inizia con l'ultima lettera dell'alfabeto; un inetto per definizione, come si capisce dallo striminzito cognome; così come è indicativo il fatto che tutte le sue donne invece posseggano un nome che comincia con la lettera "A", a indicare l'irraggiungibilità della donna in quanto tale e l'abissale baratro che separa il personaggio dell'inetto dalla possibilità di vivere una vera vita.
Il critico Giorgio Luti ha rilevato come i romanzi di Svevo evidenziano l'inquietudine dell'uomo moderno, la nuova coscienza "storica" della borghesia che sente esaurirsi il proprio "compito sociale" e la propria funzione direttiva. Svevo a Trieste "si trovò a partecipare alla crisi del mondo austro-ungarico che andava sempre più perdendo la propria funzione di coordinamento centro-europeo". Nello scrittore triestino si riflettono perciò "la solitudine del borghese, la disperata assenza di una ragione di vita, di una fede solida di fronte al crollo delle vecchie strutture economiche" (Alfonso Nitti, protagonista di Una vita, intraprende un'impari lotta contro un organismo socio-economico che lo stritola, con la torturante coscienza di sapersi una vittima). Rispetto ad Alfonso Nitti, Emilio Brentani, protagonista di Senilità, è alla "ricerca di una giustificazione sociale alla propria condizione di vinto in anticipo"; allo scrittore "occorre la spiegazione clinica della situazione interiore del personaggio". Ne risulteranno sempre il fallimento, la rinuncia, la solitudine dell'individuo. Zeno Cosini è poi "documento della malattia universale", emblema, scrive Luti, di una "crisi estrema che non è soltanto economica, politica e culturale, ma crisi che mette in dubbio anche la giustificazione dello stesso valore morale dell'individuo".
Nell'opera di Svevo è presente l'idea della vita come lotta: Svevo, seguendo Darwin e Nietzsche, è convinto che la vita sia una lotta per l'affermazione di sé e che gli uomini si dividano perciò in vincitori e vinti. Se da Darwin mutua la concezione della selettiva e violenta lotta per la vita (darwinismo sociale), di Marx condivide la condanna della civiltà industriale con tutte le sue malattie (alienazione) e i suoi ordigni. Nel romanzo Senilità c'è anche un richiamo alla filosofia di Schopenhauer, alla contrapposizione tra "lottatori" e "contemplatori".
Dall'opera di Schopenhauer (Il mondo come volontà e rappresentazione) attinge l'idea del "carattere inconsistente" del nostro agire e dei nostri desideri: secondo il filosofo tedesco non siamo infatti noi a volere, ma vuole in noi, durante la nostra esistenza illusoria, una cieca volontà irrazionale, assolutamente senza scopo, "che anima l'universo in ogni sua fibra". L'Io si rivela dunque come sforzo, volontà di vivere più o meno presente nei singoli a seconda che appartengano ai "lottatori" o ai "contemplatori". L'attivismo che schiaccia l'individuo è dunque un aspetto che viene dal pensiero di Schopenhauer, mentre da Joyce viene l'idea di scavo della coscienza umana e da Proust lo studio del fluire della memoria per capire le cause dei comportamenti umani e analizzare il passato. Il critico Salvatore Guglielmino scrive: "È certo che Svevo, assieme a Pirandello, è la voce che può degnamente inserirsi nel coro europeo che in quegli anni scopre il volto enigmatico e oscuro del vivere (si pensi sotto certi aspetti a Kafka); è certo che lo scacco dei suoi personaggi di fronte alla vita è – l'ha notato Crémieux - quello che Chaplin esemplificava nel suo Charlot".

## Opere

### Romanzi
- 1892 - Una vita, Trieste, Libreria Editrice Ettore Vram, (1892); Milano, Morreale, 1930; Milano, Dall'Oglio, 1938; Milano, A. Mondadori, 1956 (romanzo).
- 1898 - Senilità, Trieste, Libreria Editrice Ettore Vram, Milano, Morreale, 1927; Milano, Dall'Oglio, 1938; 1949 (romanzo).
- 1923 - La coscienza di Zeno, Bologna, Cappelli,  Milano, Morreale, 1930; Milano, Dall'Oglio, 1938; 1947; 1957 (romanzo).

### Racconti
- Il primo amore (marzo 1880, perduto).
- Le Roi est mort, vive le Roi! (luglio 1880, perduto).
- I due poeti (1880, perduto).
- Difetto moderno (febbraio 1881, perduto).
- I tre caratteri, poi La gente superiore (marzo 1881, perduto).
- Una lotta, come E. Samigli, in "L'Indipendente", 6,7, e 8 gennaio 1888.
- La novella del buon vecchio e della bella fanciulla ed altri scritti, Milano, Morreale, 1929; Milano, Dall'Oglio, 1938; 1951.
- La novella del buon vecchio e della bella fanciulla (1926).
- La madre (1926).
- Una burla riuscita (1926).
- Vino generoso (1926).
- Il vegliardo (1928, incompiuto).
- Corto viaggio sentimentale e altri racconti inediti, Milano, A. Mondadori, 1949.
- Corto viaggio sentimentale (incompiuto).
- L'assassinio di via Belpoggio, già ne "L'Indipendente", 4 luglio-13 ottobre 1890.
- Proditoriamente.
- La morte.
- Orazio Cima.
- Il malocchio.
- La buonissima madre.
- L'avvenire dei ricordi (1877).
- Incontro di vecchi amici.
- Argo e il suo padrone.
- Marianno.
- Cimutti.
- In Serenella.
- La tribù.
- Giacomo.
- Le confessioni del vegliardo (incompiuto).
- Umbertino (incompiuto).
- Il mio ozio (incompiuto).
- Un contratto (incompiuto).
- Lo specifico del dottor Menghi.
- Capitan tutte ai letterati, Italo Svevo e Anna Maria Zuccari (Neera), L'Alcova Letteraria, 2020 (contiene "Una burla riuscita").

### Saggi
- 1921 - Storia dello sviluppo della civiltà a Trieste nel secolo presente, in "La Nazione" (Trieste), 2 agosto 1921.
- 1929 - Profilo autobiografico, in Livia Veneziani Svevo, Vita di mio marito, Trieste, Edizioni dello Zibaldone, 1950.
- 1954 - Saggi e pagine sparse, Milano, A. Mondadori.

### Favole
- L'asino e il pappagallo
- I due colombi
- Colpa altrui
- Non c'è gusto
- Indispensabile
- Un suicidio
- Arte
- Il vecchio ammalato
- Madre natura
- La lucertola e il vertebrato
- L'uomo e i pesci
- L'uccellino e lo sparviero
- La lepre e l'automobile
- La differenza
- Denaro e cervello
- Il dono
- Follia umana
- La libertà
- La formica morente
- Rapporti difficili
- Piccoli segreti

### Articoli
Saggi diversi
Scritti su Joyce
Lo specifico del dottor Menghi (racconto)
- Diario per la fidanzata (1896), Trieste, Edizioni dello Zibaldone, 1962.
- La storia dei miei lavori (1881), in Bruno Maier, Lettere a Svevo; Diario di Elio Schmitz, Milano, Dall'Oglio, 1973.

### Teatro
- Commedie, Milano, A. Mondadori, 1960.
- Le ire di Giuliano (1885-1892).
- Le teorie del conte Alberto (1885-1892).
- Una commedia inedita (1885-1892).
- Prima del ballo (1891).
- La verità (1927).
- Terzetto spezzato (1927).
- Atto unico.
- Un marito (1931).
- Inferiorità (1932).
- Il ladro in casa (1932).
- L'avventura di Maria (1937); prima rappresentazione a Spoleto il 25 giugno 1966[34].
- Con la penna d'oro (incompiuta).
- La rigenerazione (1926-1927).
- Ariosto governatore, in Bruno Maier, Lettere a Svevo; Diario di Elio Schmitz, Milano, Dall'Oglio, 1973 (frammento in versi del 1880).

## Trasposizioni cinematografiche
Le opere di Svevo sono state apprezzate dal cinema in misura minore e soprattutto negli ultimi anni. Comunque i risultati cinematografici sono stati buoni, rivelando la versatilità dei suoi romanzi.
Il primo film è Senilità del 1962, diretto e sceneggiato da Mauro Bolognini. Gli attori sono di rilievo con Anthony Franciosa in Emilio Brentani, Claudia Cardinale in Angiolina Zarri, Betsy Blair in Amalia Brentani e Philippe Leroy in Stefano Balli. Il film ha avuto un buon successo vincendo il premio alla regia al Festival di San Sebastian e il Nastro d'argento per la migliore scenografia e i migliori costumi. Venne proiettato in diversi paesi come la Francia, gli Stati Uniti e il Regno Unito.
Da La coscienza di Zeno è stato tratto uno sceneggiato televisivo prodotto dalla RAI e trasmesso nel 1966. Adattato per il piccolo schermo dal critico e drammaturgo Tullio Kezich e da Daniele D'Anza che curò la regia televisiva. Lo sceneggiato, in tre puntate, venne trasmesso dal Secondo Programma della Rai. Il cast era costituito da attori di formazione teatrale, con in testa Alberto Lionello, nel ruolo del protagonista Zeno Cosini, affiancato - fra gli altri - da Ferruccio De Ceresa, Pina Cei, Paola Mannoni.
Nel 1986 viene prodotto Desiderando Giulia ispirato a Senilità ma cambiando ambientazione e periodo storico. Il film è diretto e sceneggiato da Andrea Barzini e Gianfranco Clerici. Il risultato è modestissimo anche per gli attori, Serena Grandi in Giulia e Johan Leysen in Emilio.
Nel 1988 viene prodotto per la TV La coscienza di Zeno diretto da Sandro Bolchi con la sceneggiatura di Dante Guardamagna e Tullio Kezich. Il risultato di pubblico è ottimo, con attori come Johnny Dorelli in Zeno Cosini, Ottavia Piccolo in Augusta Malfenti, Andrea Giordana in Guido Speier e Eleonora Brigliadori in Ada Malfenti.
Ispirato liberamente a due capitoli della La coscienza di Zeno è Le parole di mio padre del 2001 di Francesca Comencini con Fabrizio Rongione in Zeno Cosini, Chiara Mastroianni in Ada e Mimmo Calopresti in Giovanni Malfenti, con la sceneggiatura di Francesco Bruni e della stessa Comencini.
La Francia ha prodotto La novella del buon vecchio e della bella fanciulla con un film per la TV del 1996, diretto da Claude Goretta.

## Svevo e la malattia di Basedow
Nel quinto capitolo de La coscienza di Zeno il protagonista racconta come sua cognata Ada sia affetta dalla malattia di Basedow; Zeno inizia così a studiare e approfondire questa patologia, arrivando a paragonarla con la vita. Pensa infatti che la vita sia come una linea retta, dove a un'estremità (quella di Basedow) vi siano le persone più energiche, con un battito di cuore sfrenato, e all'altra estremità vi siano invece gli organismi immiseriti per avarizia e noia. Il giusto uomo dovrebbe essere al centro di questa linea, perché al centro vi è la salute. Nell'opera Basedow acquisisce anche delle fattezze umane all'interno di un sogno di Zeno: 
"un vecchio pezzente coperto di un grande mantello stracciato, ma di broccato rigido, la grande testa coperta di una chioma bianca disordinata, svolazzante all'aria, gli occhi sporgenti dall'orbita che guardavano ansiosi con uno sguardo ch'io avevo notato in bestie inseguite, di paura e di minaccia. E la folla urlava: "Ammazzate l'untore!"

## Edizioni
- Una vita
  - Trieste: Vram, 1893
  - Milano: Morreale (con prefazione di Elio Vittorini), 1930
  - Milano: Mondadori, 1956
  - Milano: Dall'Oglio, 1961
  - in Opere, a cura di Bruno Maier, Milano: Dall'Oglio, 1954 e 1969
  - in Romanzi, a cura di Pietro Sarzana (con introduzione di Franco Gavazzeni), Milano: Mondadori, 1985
  - ed. critica a cura di Bruno Maier, Pordenone: Studio tesi, 1985
  - in Romanzi, a cura di Mario Lavagetto, Torino: Einaudi-Gallimard, 1993
  - in Tutte le opere, volume 1: Romanzi e «continuazioni», a cura di Nunzia Palmieri e Fabio Vittorini, introduzione di Mario Lavagetto, Milano: «Meridiani», Mondadori, 2004
- Senilità
  - Trieste: Vram, 1898
  - Milano: Morreale (con nuova prefazione dell'autore), 1927
  - Milano: Dall'Oglio, 1938, 1949 e 1966 (con prefazione di Eugenio Montale)
  - in Opere, a cura di Bruno Maier, Milano: Dall'Oglio, 1954 e 1969
  - ed. anastatica, a cura di Archimede Crozzoli, Trieste: Comitato per le celebrazioni sveviane, 1978
  - in Romanzi, a cura di Pietro Sarzana (con introduzione di Franco Gavazzeni), Milano: Mondadori, 1985
  - ed. critica a cura di Bruno Maier, Pordenone: Studio tesi, 1986
  - in Romanzi, a cura di Mario Lavagetto, Torino: Einaudi-Gallimard, 1993
  - a cura e con postfazione di Giuseppe Leonelli, Milano: Frassinelli, 1995
  - ed. anastatica a cura di Cristina Benussi e Rodalba Trevisani, Empoli: Ibiskos, 2003
  - in Tutte le opere, volume 1: Romanzi e «continuazioni», a cura di Nunzia Palmieri e Fabio Vittorini, introduzione di Mario Lavagetto, Milano: «Meridiani», Mondadori, 2004
  - saggio introduttivo, annotazioni, bibliografia a cura di Giulio Savelli, Bologna: Millennium, 2005
- La coscienza di Zeno
  - Bologna: Cappelli, 1923
  - Milano: Dall'Oglio, 1930 (con prefazione di Silvio Benco)
  - Milano: Corbaccio, 1938 e successive
  - in Opere, a cura di Bruno Maier, Milano: Dall'Oglio, 1954 e 1969
  - in Romanzi, a cura di Pietro Sarzana (con introduzione di Franco Gavazzeni), Milano: Mondadori, 1985
  - ed. critica a cura di Bruno Maier, Pordenone: Studio tesi, 1985
  - in Romanzi, a cura di Mario Lavagetto, Torino: Einaudi-Gallimard, 1993
  - ed. critica di Giovanni Palmieri, Firenze: Giunti, 1994 (con presentazione di Maria Corti)
  - postfazione e a cura di Giuseppe Leonelli, Frassinelli, Milano 1995.
  - in Tutte le opere, volume 1: Romanzi e «continuazioni», a cura di Nunzia Palmieri e Fabio Vittorini, introduzione di Mario Lavagetto, Milano: «Meridiani», Mondadori, 2004
- La novella del buon vecchio e della bella fanciulla ed altri scritti, Milano: Morreale, 1929 (con una nota di Eugenio Montale)
- Profilo autobiografico, in Italo Svevo scrittore, Milano: Morreale, 1929
- Corto viaggio sentimentale ed altri racconti inediti, a cura di Umbro Apollonio, Milano: Mondadori, 1949
- Saggi e pagine sparse, a cura di Umbro Apollonio, Milano: Mondadori, 1954
- Commedie, a cura di Umbro Apollonio, Milano: Mondadori, 1960
- Diario per la fidanzata
  - a cura di Bruno Maier e Anita Pittoni, Trieste: Zibaldone, 1962
  - a cura di Gianfranco Contini, Trieste: Dedolibri, 1987
  - Chioggia - Venezia: Damocle, 2011
- Scritti su Joyce, a cura di Giancarlo Mazzacurati, Parma: Pratiche, 1986
- Il romanzo di Elio, in appendice a Elio Schmitz, Diario, a cura di Luca De Angelis, Palermo: Sellerio, 1997
- Il vegliardo, ed. critica a cura di Bruno Maier, Pordenone: Studio tesi, 1987
- Una burla riuscita, Pordenone: Studio tesi, 1993
- Racconti e scritti autobiografici, in Tutte le opere, volume 2, a cura di Clotilde Bertoni, introduzione di Mario Lavagetto, Milano: «Meridiani», Mondadori, 2004
- Teatro e saggi, in Tutte le opere, volume 3, a cura di Federico Bertoni, introduzione di Mario Lavagetto, Milano: «Meridiani», Mondadori, 2004
- Livia Veneziani Svevo, Vita di mio marito, Trieste: Zibaldone, 1950; poi a cura di Anita Pittoni, Milano: Dall'Oglio, 1958 e 1976 (con inediti di Svevo e prefazione di Eugenio Montale)
- Una burla riuscita. Le favole, introduzione di Matteo Palumbo, Santa Maria Capua Vetere: Edizioni Spartaco, 2022

### Epistolari
- Lettere alla moglie, Introduzione di Bruno Maier, a cura di Anita Pittoni, Trieste: Edizioni dello Zibaldone, 1963.
- Eugenio Montale-I. Svevo, Carteggio, Bari: De Donato, 1965; a cura di Giorgio Zampa, Milano: Mondadori, 1976.
- Epistolario, vol. I delle Opere di Italo Svevo, Premessa di Letizia Svevo-Fonda Savio, a cura di Bruno Maier, Milano, Dall'Oglio, 1966.
- Carteggio con James Joyce, Valéry Larbaud, Benjamin Crémieux, Marie Anne Comnène, Eugenio Montale e Valerio Jahier, a cura di Bruno Maier, Milano: Dall'Oglio, 1978.
- Lettere, A cura di Simone Ticciati. Con un saggio di Federico Bertoni, Collana La Cultura, Milano, Il Saggiatore, 2021,  p. 1232, ISBN 978-88-428-3020-7.
- Quanto necessaria mi sei, a cura di Carlo Serafini, Roma, L'orma, 2014, ISBN 9788898038350.